# يوهان فون هنريكس
تلقى يوهان فون هنريكس (1752 – 1834) التدريب كمهندس عسكري. لقد شغل منصب ضابط في مشاة ياغر هسن كاسل خلال الحرب الثورية الأمريكية وقد كتب سلسلة من الرسائل إلى وزير الحرب، حيث بقيت كسجل تاريخي مهم. بعد فترة من الحرب، قدم سيفه إلى مملكة بروسيا. في عام 1806 قاد لواءً في الجيش البروسي وقُبض عليه في واحدة من المعارك المبكرة.

## الثورة الأمريكية
ولد هنريكس في عام 1752 وانضم إلى جيش هسن كاسل. حارب في الحرب الثورية الأمريكية كجزء من المجموعة الأولى من جنود هسن كاسل الذين وصولوا إلى أمريكا ابتداء من عام 1776. وبينما كان يعمل ملازمًا لمشاة ياغر، فقد أصيب بجروح بالغة في صدره خلال حملة نيويورك ونيو جيرسي. تمت ترقيته إلى نقيب في عام 1778 وأصيب «عدة» مرات أخرى خلال الحرب. لقد صاغ سلسلة من الرسائل لفريدريك كريستيان أرنولد فون يونغكين، وزير الدولة في هسن كاسل. نجت هذه الخطابات وقدمت سردًا مهمًا للحرب. في 18 يناير 1778، كتب هنريكس أن الأميركيين لم يكونوا «محتقرين»، وأنهم فقط «يحتاجون إلى وقت وقيادة جيدة لجعلهم رهيبين». كما وصف أنشطته بالتفصيل خلال حصار تشارلستون الذي كان في عام 1780. أشار المؤرخ إلى أن كتاباته تُظهر أنه «كان متعلمًل جيدًا وله اهتمام شديد وذكي بمجموعة واسعة من الموضوعات من القتال إلى الموسيقى». تم تدريبه كمهندس، وحارب كضابط ياغر، ودخل خط المشاة في عام 1784. لقد نقل ولائه إلى بروسيا بعد فترة وجيزة، وقد حصل على لقب نبيل.

## الحروب النابليونية

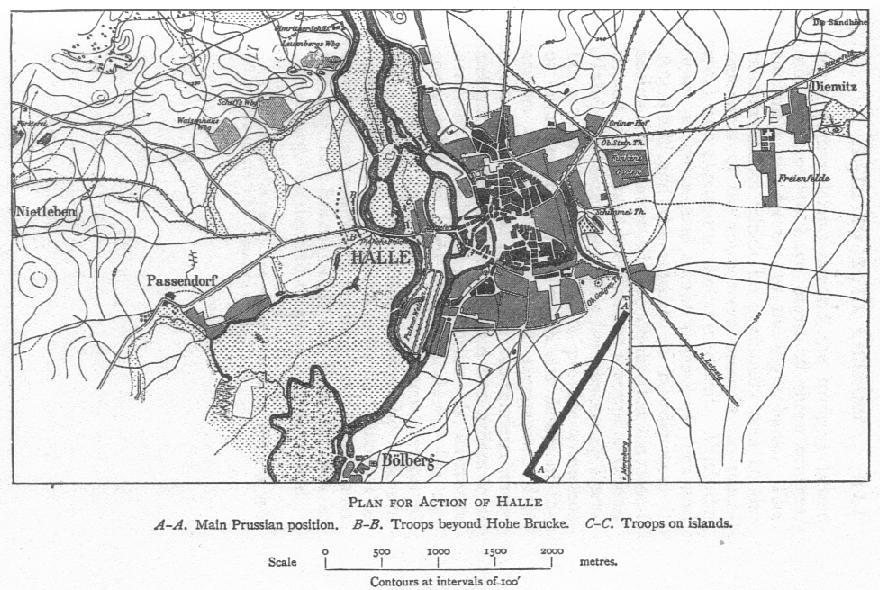
خريطة معركة هاله في 17 أكتوبر 1806

بحلول عام 1806، كان هنريكس قائدًا عامًا في لواء في يوجين فريدريك هنري محمية بروسيا بدوقية فورتمبرغ في حرب التحالف الرابع. في 17 أكتوبر 1806، قاتل في معركة هاله ضد الفيلق الفرنسي الأول بقيادة مارشال فرنسا جان بابتيست برنادوت. يتكون حرس هنريكس المتقدم من كتيبة بوريل فوسيلير رقم 9، وكتيبة كنور فوسيلير رقم 12، وكتيبة هنريكس فوسيلير رقم 17، واثنين من أسراب فوج يوسدوم هوسار ال10، وسرب واحد من فوج هيرتزبرغ دراغون رقم 9، وسرب واحد من فوج هيكينغ دراغون رقم 10، واثنين من قطع المدفعية الحصانية.
اصطفت فرقتي المشاة في فورتمبيرغ أمام مدينة هاله على الضفة الشرقية لنهر زاله. في هذه الأثناء، دافع هنريكس عن الجسور على الجانب الغربي من المدينة بحاجز من المشاة والفرسان، بالإضافة إلى بضع قطع مدفعية. أرسل بيير دوبونت دي إيتانج فوج المشاة رقم 32 في خط الشحن شرقًا على طول الجسر الذي أدى إلى الجسور مع 9 مشاة خفيفة وثلاثة مدافع للدعم. حطم الفرنسيون الدفاعات البروسية واستولوا بسرعة على جزيرة في النهر. تم القبض على جنود المشاة البروس الذين بقوا في الضفة الغربية وأسروا بينما سبح الفرسان بخيولهم بسلام. في غضون ساعة استولى جنود دوبونت على الجسور الثلاثة وأسروا هنريكس. هرع سلاح الفيلق الأول إلى هاله، وهزم كتيبة بروسية وطرد أخرى من المدينة. في القتال الذي تلا ذلك، تعرضت قوة فورتمبرغ لكمين بشكل سيئ، حيث فقدت 5000 قتيل وجريح وأسير. أبلغ برنادوت عن 800 ضحية فقط.
في حرب التحالف السادس، قاد هنريش 8,400 بروسي من لاندفير في حصار كوسترن. استمرت العملية من أبريل 1813 إلى 7 مارس 1814 قبل استسلام 5000 جندي فرنسي تحت قيادة جان لويس فورنييه دالب. قاد هنريكس ثلاث كتائب لكل من فوج شرق بروسيا الأول، وفوج شرق بروسيا الثاني، وفوج نيومارك لاندفير الثالث، وسربين من فوج سلاح الفرسان نيومارك لاندفير الثاني، وبطارية واحدة بسعة 6 أرطال. تمت ترقية هنريكس إلى فريق في الجيش  قبل وفاته في عام 1834.